# Vinné
Vinné é um município da Eslováquia, situado no distrito de Michalovce, na região de Košice. Tem 29,78 km² de área e sua população em 2018 foi estimada em 1.895 habitantes.

## Demografia
| Ano:        | 1994 | 2004   | 2014   | 2024    |
| ----------- | ---- | ------ | ------ | ------- |
| Broj ljudi: | 1536 | 1634   | 1747   | 2169    |
| Razlika:    |      | +6,38% | +6,91% | +24,15% |

| Ano:               | 2023 | 2024   |
| ------------------ | ---- | ------ |
| Número de pessoas: | 2156 | 2169   |
| Diferença:         |      | +0,60% |